# Spike (projektil)
Spike je četvrta generacija prijenosnih i nenavodećih antitenkovskih projektila koji koriste HEAT bojne glave a samo oružje je razvila izraelska vojna industrija Rafael Advanced Defense Systems te je danas u službi brojnih zemalja diljem svijeta.
S vremenom su razvijene neke inačice koje su navođene te se projektil prilikom ispaljivanja može prebacivati s jednog na drugi cilj ili sam operater može tražiti cilj. Komunikacija između projektila i operatera vrši se putem optičke žice.

## Dizajn
Spike je nenavodeći antitenkovski projektil koji se kreće na temelju automatskog samovođenja te je opremljen s infracrvenim tražiteljem.
Kod projektila srednjeg i velikog dometa Spike se navodi pomoću optičke žice. Tako operater može pronaći metu čak i ako ona nije u njegovom videokrugu ili promijeniti metu u letu. Također, raketa može i izbjeći prepreke koje nenavođene inačice nemogu. Projektil ima mogućnost "mekog lansiranja" što znači da se motor u njemu uključuje tek nakon ispaljivanja iz lansera. To omogućuje ispaljivanje projektila iz malih prostora, najčešće u urbanom ratovanju.
Bojna glava sadrži HEAT (jaki antitenkovski eksploziv) kojim se može prodrijeti bilo kakav reaktivni oklop. Spike je trenutno zamjena antitenkovskim projektilima 2. generacije kao što su MILAN i M47 Dragon u zemljama koje su ih koristile.
Sustav Spike se lansira s tronošca na kojem se nalazi lanser s kontrolama paljbe te projektil u njemu. Lanser nema toplinsko navođenje već sam projektil koristi infracrveni tražitelj koji je na njemu montiran.
Pješaštvo koristi Spike zajedno s lanserom a postoji i mogućnost montiranja na nosače vojnih vozila ili helikoptera. Također, ispitana je i mogućnost korištenja Spikea na SAGEM Sperwer bespilotnoj letjelici. Španjolska vojska koristi inačice Spike-ER na svojim jurišnim helikopterima Eurocopter Tiger a rumunjska vojska na IAR 330 helikopterima.

## Proizvodnja
Izvorni proizvođač antitenkovskog oružja Spike je izraelska vojna industrija Rafael Advanced Defense Systems. Zbog velike potražnje na europskom tržištu u Njemačkoj je formirana tvrtka EuroSpike GmbH. Glavni dioničari tvrtke su Diehl BGT Defence (40%), Rheinmetall Defence Electronics (40%) i ERCAS B.V (20%). ERCAS B.V. je nizozemska holding kompanija u 100%-tnom vlasništvu Rafael Advanced Defense Systems. Sam EuroSpike GmbH je lociran u njemačkom mjestu Röthenbach an der Pegnitz a licencno proizvodi antitenkovsko oružje pod nazivom EuroSpike koje se malo razlikuje od izraelskog originala.

## Inačice
- Spike-SR: inačica kratkog dometa čiji min. domet iznosi 200 m a max. domet 800 m. Spike-SR je namijenjen pješaštvu. Osim projektila, sustav se sastoji od komandno-lansirne jedinice, baterije, tronošca i termalne optike koju koriste i druge kopnene inačice (s izuzetkom Spike NLOS). Težine projektila se kreću od 1, 2,8, 4 i 5 kg.[1]
- Spike-MR: inačica srednjeg dometa čiji min. domet iznosi 200 m a max. domet 2.500 m. Spike-SR je namijenjen pješaštvu i specijalnim jedinicama. Težina projektila iznosi 14 kg.[6]
- Spike-LR: inačica dugog dometa. Max. domet projektila iznosi 4.000 m a težak je 14 kg. Koriste ga pješaštvo i laka borbena vozila. Upravljanje njime vrši se putem optičke žice.[7] Projektil može penetrirati u valjani homogeni oklop deblji od 700 mm.[8]
- Spike-ER:  inačica produljeno dugog ili ekstra dugog dometa koja je ranije poznata kao NT-Dandy ili NT-D. Max. domet ovog projektila iznosi 8.000 m.[9] Većeg je promjera te je teži od prijašnjih inačica a obično se montira na vojna vozila. Jäger trupe finske mornarice koriste Spike-ER u protu-brodskoj ulozi. Masa projektila iznosi 34 kg a masa lansera 30 kg, odnosno 55 kg kod inačica namijenjenih montaži na vojna vozila ili letjelice. Projektil može penetrirati u valjani homogeni oklop deblji od 1.000 mm.[8]
- Spike NLOS: inačica ultra dalekog dometa gdje max. domet iznosi 25 km. Projektil ima ukupnu težinu od 70 kg te se može ispaljivati iz helikoptera. Inačicu Spike NLOS najviše koriste izraelske obrambene snage.[10][11]
- Mini Spike: 2. rujna 2009. godine je na 3. godišnjoj Latrun konferenciji kopnenog ratovanja kojeg organiziraju izraelske obrambene snage, predstavljena je nova inačica u obitelji Spike projektila - Mini Spike, protu-pješački navođeni projektil.[12][13]

## Korisnici

### Postojeći korisnici
- Izrael: izraelske obrambene snage su primarni korisnik te su 1997. prve počele koristiti Spike projektile. Vojska koristi nepoznatu količinu modela MR (Gil), LR (Gomed), ER (Perakh Bar) i NLOS (Tammuz).
- Azerbajdžan: ukupno 100 Spike-LR projektila.[14]
- Čile: ukupno 2.200 Spike-MR/LR projektila.[14]
- Ekvador: ukupno 244 projektila koji su isporučeni u listopadu 2009.[15]
- Finska: ukupno 700 projektila (300 Spike-MR i 400 Spike-ER).[14] Tu je i 100 MR (Panssarintorjunta-ohjus 2000) lansera uz opciju kupnje dodatnih 70 i 18 ER (Rannikko-ohjus 2006) lansera za obalnu protubrodsku obranu.[16]
- Hrvatska: 2012. god. Hrvatska vojska se odlučila za nabavu između 30 i 60 projektila za vlastita oklopna vozila Patria.[17]  Narednih godina je odlučeno da se ti projektili ugrade u "Patrie" u sklopu oružne stanice UT30 MK2, koja uz lanser za rakete Spike LR sadrž još i automatski top 30 mm MK44S Bushmaster, bacač dimnih kutija i spregnutu strojnicu M206 7,62 mm. U prvoj fazi je oružnom stanicom opremljeno 8 "Patria", da bi se potom planiralo nabavku još 20 oružnih stanica.[18] 2022. god. se izvješćuje o nastavku opremanja hrvatskih "Patria" tim oružanim sustavom.[19][20][21]
- Italija: ukupno 1.155 Spike-MR/LR projektila.[14] Također, talijanska vojska je naručila i 65 lansera za pješaštvo, 36 lansera za oklopna vozila B1 Centauro, 20 lansera za borbena vozila pješaštva Dardo te 26 lansera za trening u zatvorenom i 37 lansera za obuku na otvorenom. Vrijednost ugovora iznosi 120 milijuna eura.[16]
- Južna Koreja: južnokorejska Vlada je 6. rujna 2011. sklopila ugovor o nabavci nepoznate količine Spike NLOS projektila od čega će 50 projektila biti dostavljeno na južnokorejske otoke Baengnyeong i Yeonpyeong blizu granice sa Sjevernom Korejom.
- Kolumbija: ukupno 15 Spike-ER projektila.[14]
- Latvija: nepoznata količina i inačica Spike projektila koji se koriste.[22][23]
- Nizozemska: ukupno 2.400 Spike-MR projektila te 297 lansera.[16]
- Njemačka: ukupno 4.000 Spike-LR projektila[14] te 311 LR lansera na oklopnim vozilima Puma.[24]
- Peru: ukupno 516 Spike-LR projektila te 46 lansera.[14]
- Poljska: ukupno 2.675 Spike-LR projektila i 264 lansera.[14] Neki će biti montirani na vojna vozila KTO Rosomak i tenkove Anders.[16]
- Portugal: ukupno 20 Spike-MR/LR projektila.[14]
- Rumunjska: ukupno 1.950 projektila (1.000 Spike-ER i 950 Spike-LR). Bit će montirani na jurišne helikoptere IAR 330 i oklopna vozila MLI-84.[14]
- Singapur: 1999. godine Singapur je postao drugi korisnik Spike projektila u svijetu.[25] U službi je ukupno 1.000 Spike-LR projektila s pripadajućim lanserima.[14]
- Slovenija: projektili Spike MR/LR su u operativnoj uporabi slovenske vojske od 2009.[26] (ukupno 75 projektila).
- Španjolska: ukupno 2.800 projektila (2.600 Spike-LR i 200 Spike-ER).[14] Antitenkovski projektili su namijenjeni španjolskoj kopnenoj vojsci i marincima dok se Spike-ER koristi na jurišnim helikopterima Eurocopter Tiger.[16]

### Potencijalni korisnici
- Češka[17]
- Francuska[27][28]
- Indija[29]
- Tajland[30]
- Turska[17][31]
- SAD[17]
- Ujedinjeno Kraljevstvo[17]

## Vanjske poveznice
- EuroSpike GmbH
- Defense-Update.com  Arhivirana inačica izvorne stranice od 29. siječnja 2009. (Wayback Machine)
- Army-Technology.com
- Vojni arsenal izraelske vojske  Arhivirana inačica izvorne stranice od 25. studenoga 2005. (Wayback Machine)